# Ruggles Island
Ruggles Island (spanisch: Isla Calista) ist eine unbewohnte Insel der Falklandinseln. Sie liegt 340 Meter vor Lafonia, der südlichen Halbinsel von East Falkland, und ist von dieser durch den Ruggles Pass getrennt. Im Norden der Insel liegt Speedwell Island.
In der Vergangenheit kam es an der Küste von Ruggles Island zu zwei Schiffsunglücken:
- Im September 1860 ging die US-amerikanische Fregatte Sea Ranger vor der Küste unter.[1]
- Im September 1885 kam es zu einem zweiten Unglück. Das italienische Schiff Luigrya hatte im Laderaum eine Reihe von Marmorstatuen geladen, als es vor der Küste sank. Nach dem Unglück behaupteten viele Taucher in der Umgebung, sie hätten die Statuen gesehen. Doch keiner von ihnen konnte etwas beweisen. Erst 1994 wagte sich ein kleines Team an Tauchern an die Stelle und fand die Statuen unversehrt. Nach über hundert Jahren konnten sie dann geborgen werden.